# Einsame Pappel
Die Einsame Pappel ist ein Gartendenkmal in Berlin-Prenzlauer Berg. Der Baum ist eine Gedenkstätte für die erste Massendemonstration der Berliner Werktätigen, die während der Märzrevolution 1848 an dieser Stelle stattfand. Die Pappel war namensgebend für den 1825 angelegten, sogenannten Exerzierplatz zur Einsamen Pappel. 1968 wurde aus den Trieben des originalen Baums eine neue Pappel gezogen und angepflanzt.

## Lage
Die Einsame Pappel steht in einer geschützten Grünanlage gegenüber der Topsstraße 15 im Berliner Gleimviertel (Ortsteil Prenzlauer Berg, Bezirk Pankow), unweit der Schönhauser Allee. Wenige Meter nördlich befindet sich der Friedrich-Ludwig-Jahn-Sportpark.

## Geschichte
Anfang des 19. Jahrhunderts stand die Pappel in Sichtweite westlich der Schönhauser Alle, als 1825 das preußische Kaiser-Alexander-Regiment nördlich des Baums einen Exerzierplatz anlegte. Auf dieser großen Freifläche kam es im Zuge der Märzrevolution 1848 zu einer der ersten Großdemonstrationen in Berlin. Ein Gedenkstein am Fuße der heutigen Pappel erklärt:

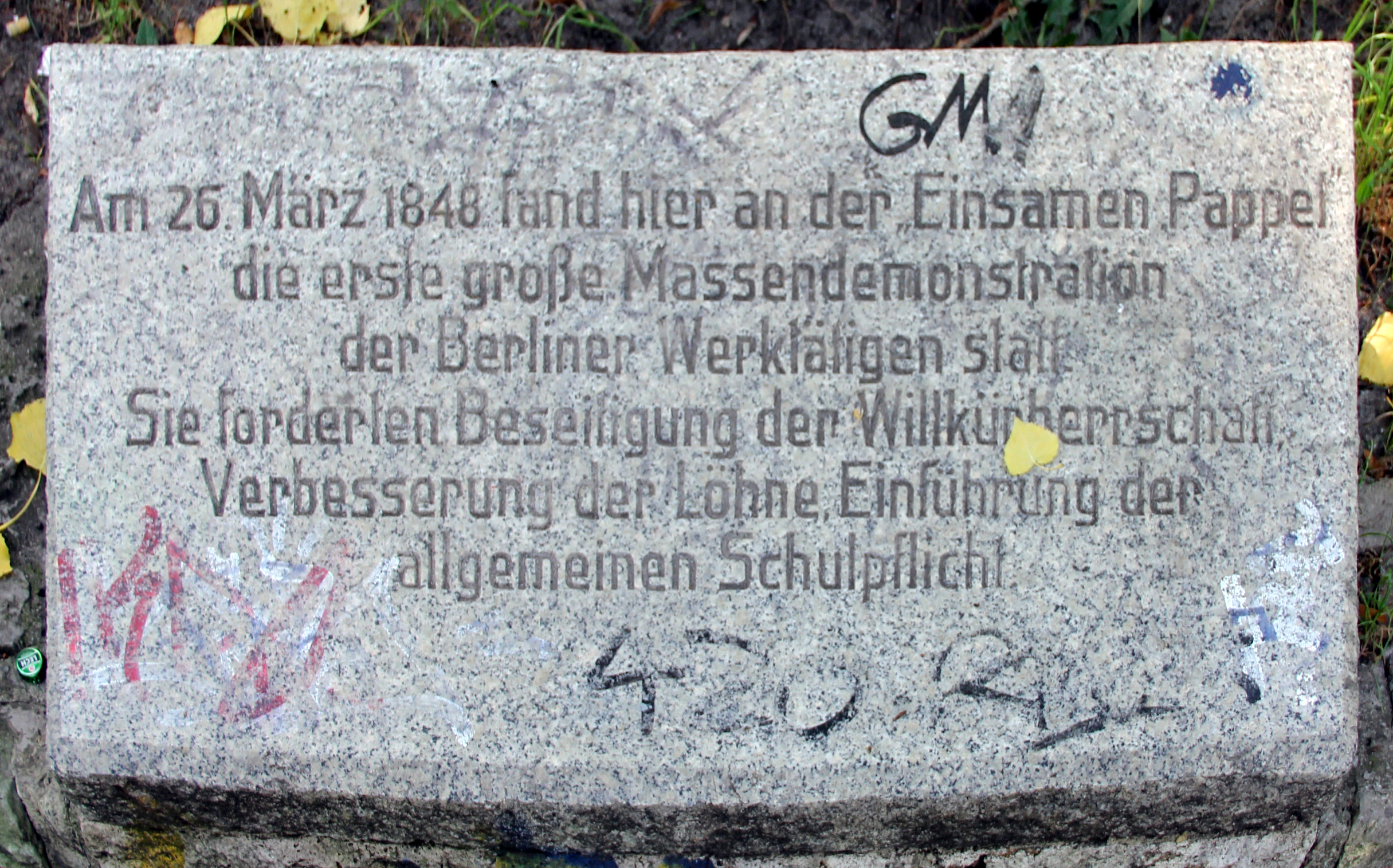
Gedenkstein Einsame Pappel

„Am 26. März 1848 fand hier an der „Einsamen Pappel“ die erste große Massendemonstration der Berliner Werktätigen statt. Sie forderten Beseitigung der Willkürherrschaft, Verbesserung der Löhne, Einführung der allgemeinen Schulpflicht.“

Zwischen 10.000 und 20.000 Menschen sollen sich an diesem Tag vor der Pappel versammelt haben. Sie formulierten sechs Forderungen an den preußischen König Friedrich Wilhelm IV.; diese Forderungen wurden dem König weitergeleitet, jedoch abgelehnt. Auch nach dieser Zeit stellte die Pappel einen bekannten Treffpunkt der Berliner Arbeiter dar. Der Exerzierplatz wurde bekannt als Exerzierplatz zur Einsamen Pappel.

### Neuanpflanzung und botanische Bestimmung

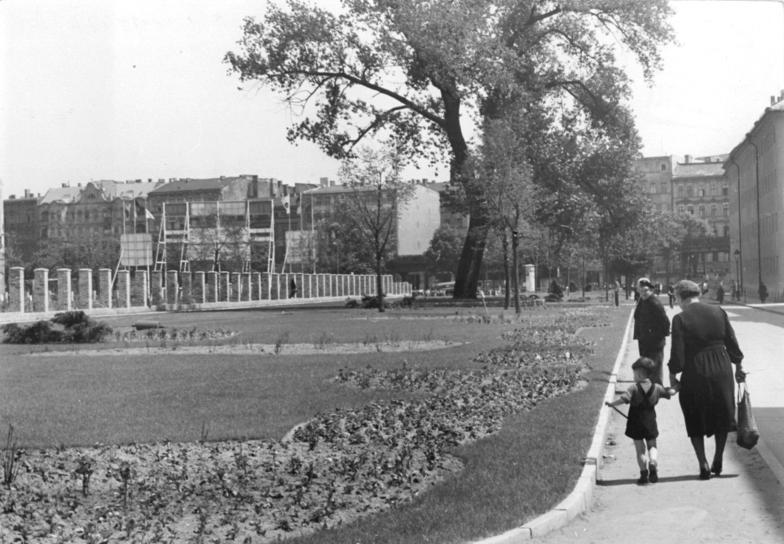
Alte Einsame Pappel, 1951

Am 24. Januar 1968 wurde die mehr als 150 Jahre alte Pappel aus Sicherheitsgründen gefällt. Aus ihren Reisern wurde in der Baumschule der Pionierrepublik Wilhelm Pieck in Altenhof am Werbellinsee eine neue kanadische Pappel (Populus x canadensis Hybride)
gezogen, die am 10. März 1968 an der alten Stelle gepflanzt und zum Naturdenkmal erklärt wurde. Diesen Status verlor die Pappel 1990 als Folge des Einigungsvertrages. Sie wurde stattdessen als Gartendenkmal in die Denkmalliste Berlin aufgenommen.
2011 bestätigte eine genetische Untersuchung zur botanischen Bestimmung des Mutterbaums, dass auch der Baum aus dem 19. Jahrhundert keine Schwarzpappel war, sondern eine Kanadische Pappel (Hybrid-Pappel). Wahrscheinlich war der Baum um 1800 als damalige Rarität gepflanzt worden.